# Jochen Babock
Jochen Babock, född 26 augusti 1953 i Erfurt, är en tysk före detta bobåkare som tävlade för Östtyskland.
Babock blev olympisk guldmedaljör i fyrmansbob vid vinterspelen 1976 i Innsbruck.